# Surto de vírus Ebola em Serra Leoa em 2014-2016
Uma epidemia de vírus Ébola em Serra Leoa ocorreu em 2014, junto com os países vizinhos da Guiné e Libéria. Em 18 de março de 2014, as autoridades de saúde guineenses anunciaram o surto de uma misteriosa febre hemorrágica. Foi identificada como doença do vírus ebola e se espalhou para Serra Leoa em maio de 2014. Acredita-se que a doença tenha se originado quando uma criança de uma família de caçadores de morcegos contraiu a doença na Guiné em dezembro de 2013.
Na época em que foi descoberto, pensava-se que o vírus Ebola não era endêmico em Serra Leoa ou na região da África Ocidental e que a epidemia se tratava da primeira vez que o vírus atingia o país.  No entanto, algumas amostras coletadas para o teste da febre de Lassa revelaram ser a doença do vírus Ebola quando testadas novamente para o Ebola em 2014, mostrando que o Ebola tinha estado em Serra Leoa já em 2006.